# تلمبه ابراهیم‌آباد هدایت
تلمبه ابراهیم‌آباد هدایت، یک آبادی از توابع بخش چترود، شهرستان کرمان در استان کرمان ایران است.

## جمعیت
این آبادی در دهستان معزیه قرار دارد و براساس سرشماری مرکز آمار ایران در سال ۱۳۹۵، جمعیت آن ۳۱ نفر (۶ خانوار) بوده‌است.